# José Alessandro Bagio
José Alessandro Bernardo Bagio (ur. 16 kwietnia 1981 w Orleans) – brazylijski lekkoatleta, chodziarz. Złoty medalista lekkoatletycznych mistrzostw Ameryki Południowej, złoty medalista mistrzostw ibero-amerykańskich, medalista mistrzostw Ameryki Południowej w chodzie sportowym, trzykrotny olimpijczyk (Ateny, Pekin, Rio de Janeiro).

## Przebieg kariery
W 2000 roku otrzymał tytuł wicemistrza Ameryki Południowej juniorów w konkurencji chodu na 10 000 m, jak również został brązowym medalistą mistrzem Ameryki Południowej w chodzie sportowym (medal wywalczył na dystansie 10 km). Uczestniczył w rozgrywanych w Santiago mistrzostwach globu U20, w ramach których zajął 7. miejsce w finale konkursu chodu na 10 000 m. W chodzie na 20 000 m otrzymał w 2001 roku złoty medal mistrzostw kontynentu, w tej samej konkurencji otrzymał trzy lata później srebrny medal mistrzostw ibero-amerykańskich.
Podczas rozgrywanych w Atenach igrzysk olimpijskich wystartował w konkursie chodu na 20 km, który ukończył na 14. miejscu z rezultatem czasowym 1:23:33.
Uczestniczył w igrzyskach obu Ameryk w Rio de Janeiro, gdzie tamtejszy konkurs chodu na 20 km ukończył na 8. miejscu, natomiast rok później został złotym medalistą mistrzostw ibero-amerykańskich w konkurencji chodu na 20 000 m. W 2008 roku na igrzyskach olimpijskich wystąpił w konkursie chodu na 20 km, który ukończył na 14. miejscu z czasem 1:21:43. Rok później zadebiutował w mistrzostwach świata seniorów, podczas zmagań rozgrywanych w Berlinie wystąpił w konkursie chodu na 20 km, ale go nie ukończył.
Na igrzyskach olimpijskich w Rio de Janeiro powtórnie wystąpił w konkursie chodu na 20 km, którego nie zdołał ukończyć.

## Osiągnięcia
| Rok     | Zawody                                              | Miasto         | Miejsce | Konkurencja      | Wynik      |
| ------- | --------------------------------------------------- | -------------- | ------- | ---------------- | ---------- |
| 2000    | Mistrzostwa Ameryki Południowej w chodzie sportowym | Lima           | brąz    | chód na 10 km    | 45:41      |
| 2000    | Mistrzostwa Ameryki Południowej juniorów            | São Leopoldo   | srebro  | chód na 10 000 m | 43:42,47   |
| 2000    | Mistrzostwa świata juniorów                         | Santiago       | 7.      | chód na 10 000 m | 43:18,95   |
| 2001    | Mistrzostwa Ameryki Południowej                     | Manaus         | złoto   | chód na 20 000 m | 1:31:42,84 |
| 2004    | Mistrzostwa ibero-amerykańskie                      | Huelva         | srebro  | chód na 20 000 m | 1:25:13,1h |
| 2004    | Igrzyska olimpijskie                                | Ateny          | 14.     | chód na 20 km    | 1:23:33    |
| 2005    | Mistrzostwa Ameryki Południowej                     | Cali           | DNF     | chód na 20 km    | N/A        |
| 2007    | Mistrzostwa Ameryki Południowej                     | São Paulo      | DNF     | chód na 20 km    | N/A        |
| 2007    | Igrzyska panamerykańskie                            | Rio de Janeiro | 8.      | chód na 20 km    | 1:34:15    |
| 2008    | Mistrzostwa ibero-amerykańskie                      | Iquique        | złoto   | chód na 20 000 m | 1:23:12,6h |
| 2008    | Igrzyska olimpijskie                                | Pekin          | 14.     | chód na 20 km    | 1:21:43    |
| 2009    | Mistrzostwa świata                                  | Berlin         | DNF     | chód na 20 km    | N/A        |
| 2014    | Mistrzostwa Ameryki Południowej w chodzie sportowym | Cochabamba     | 8.      | chód na 20 km    | 1:34:47    |
| 2016    | Mistrzostwa Ameryki Południowej w chodzie sportowym | Guayaquil      | srebro  | chód na 20 km    | 1:24:23    |
| 2016    | Mistrzostwa ibero-amerykańskie                      | Rio de Janeiro | brąz    | chód na 20 km    | 1:28:02,1h |
| 2016    | Igrzyska olimpijskie                                | Rio de Janeiro | DNF     | chód na 20 km    | N/A        |
| 2018    | Mistrzostwa Ameryki Południowej w chodzie sportowym | Sucúa          | DNF     | chód na 50 km    | N/A        |
| 2020    | Mistrzostwa Ameryki Południowej w chodzie sportowym | Lima           | DNF     | chód na 50 km    | N/A        |
| Źródło: |                                                     |                |         |                  |            |

W chodzie na 20 km zdobył czterokrotnie tytuł mistrza Brazylii (2004, 2008, 2009, 2014).

## Rekordy życiowe
- chód na 5000 m – 20:02,71 (8 marca 2003, Itajaí)
- chód na 10 000 m – 41:36,94 (9 września 2018, Caçador)
- chód na 10 km – 45:13 (12 czerwca 2007, Itajaí)
- chód na 20 000 m – 1:21:37:9h (15 maja 2004, Itajaí)
- chód na 20 km – 1:21:43 (16 sierpnia 2008, Pekin)
- chód na 35 km – 2:46:46 (25 czerwca 2022, Rio de Janeiro)
- chód na 50 km – 4:17:55 (5 marca 2017, Bragança Paulista)

Źródło: 